# Dooabia viridata
Dooabia viridata är en fjärilsart som beskrevs av Moore 1867. Dooabia viridata ingår i släktet Dooabia och familjen mätare. Inga underarter finns listade i Catalogue of Life.